# Ramsach (Murnau am Staffelsee)
Ramsach ist ein Ortsteil des Marktes Murnau am Staffelsee im oberbayerischen Landkreis Garmisch-Partenkirchen.

## Geographie und Verkehrsanbindung
Der Weiler liegt südwestlich des Kernortes Murnau am Staffelsee. Am südlichen Ortsrand fließt die Ramsach, ein linker Zufluss zur Loisach. Nördlich des Ortes verläuft die Staatsstraße St 2062 und östlich die B 2, südlich erstreckt sich das 2378 ha große Naturschutzgebiet Murnauer Moos.

## Sehenswürdigkeiten
In der Liste der Baudenkmäler in Murnau am Staffelsee sind für Ramsach drei Baudenkmale aufgeführt, darunter das Ramsachkircherl St. Georg.